# Bièvre (Belgio)
Bièvre (in vallone Bive) è un comune belga di 3 164 abitanti situato nella provincia vallona di Namur.